# Tacaná (San Marcos)
Tacaná ist ein Ort und ein Municipio im Departamento San Marcos in Guatemala. Der Ort liegt rund 350 km nordwestlich von Guatemala-Stadt und etwa 70 km nordwestlich der Departaments-Hauptstadt San Marcos im Hochland der Sierra Madre auf 2410 Metern Höhe. 
Tacaná ist von San Marcos aus über eine Landstraße zu erreichen, die östlich des Vulkans Tajumulco über La Grandeza, Serchil und Ixchiguán sowie über den 3400 Meter hohen Pass Cumbre de Cotzil in den abgelegenen Nordwesten des Departamentos führt. Südlich des Ortes erhebt sich der 4093 Meter hohe Vulkan Tacaná, über den auch die Grenze zu Mexiko verläuft. Auch in den anderen Himmelsrichtungen ist der etwa 9000 Einwohner zählende Ort von rund 3000 Meter hohen Bergen umgeben. Tacaná liegt im Quellgebiet des Río Coatán, der in westlicher Richtung ins benachbarte Chiapas fließt.
In dem 302 km² großen Municipio Tacaná leben rund 90.000 Menschen, davon der weit überwiegende Teil auf dem Land. Neben dem Hauptort besteht das Municipio aus den Landgemeinden (Aldeas) Chanjulé, Chequim Grande, Cunlaj, El Rosario, Las Majadas, Sajquim, San Luis, San Rafael, Sanajaba, Sujchay, Toaca, Tojcheche, Tuicoche und Vista Hermosa sowie aus insgesamt rund 150 Weilern. Diese zum Teil extrem abgelegenen Orte haben oft engere Verbindungen ins mexikanische Chiapas als zum Rest Guatemalas. Neben der Landwirtschaft und der Schafzucht spielt besonders die Herstellung von Textilien aus Wolle eine Rolle.
Angrenzende Municipios sind San José Ojetenam im Osten sowie Ixchiguán und Sibinal im Südosten und Süden. Im Norden grenzt Tacaná an das Municipio Tectitán, das bereits zum Departamento Huehuetenango gehört, im Westen an das Municipio Motozintla im mexikanischen Bundesstaat Chiapas.